# Marc Fleury
Marc Fleury (París, 1968) és un emprenedor fundador de l'empresa JBoss Inc.
És llicenciat en matemàtiques i doctor en física per l'Escola Politècnica de París i Master en física teòrica per l'Escola Normal Superior de París. Va treballar per Sun Microsystems a França fins que va anar als Estats Units on va treballar en diferents projectes Java.
Va focalitzar la seva recerca en el programari intermediari i el 1999 va encetar el projecte JBoss. El 2001 va formar l'empresa JBoss Inc.
Després de vendre la companyia a Red Hat, Fleury esdevingué Vicepresident Senior i Manager General de la Divisió JBoss. Tanmateix, Fleury va agafar un permís de paternitat el gener de 2007, que se suposava que havia de durar fins al 15 de març del mateix any, però el 9 de febrer va fer públic que deixava l'empresa "per perseguir interessos personals, com la docència, recerca en biologia, música i la família".
Fleury va encetar també un blog on parla, entre d'altres de les seves activitats com a DJ tecno a Atlanta.
El 2019 va unir-se a l'organització mundial Societat Mont Pèlerin per contribuir en l'aplicació de la tecnologia blockchain aplicada al món financer.